# ルイーズ・レイク＝タック
デイム・ルイーズ・アネーサ・レイク＝タック（英語: Dame Louise Agnetha Lake-Tack、1944年7月26日 - ）は、アンティグア・バーブーダの第3代総督。聖マイケル・聖ジョージ勲章（GCMG）、ヴェネラブル・聖ジョン勲章（DStJ）受勲。

## 経歴
アンティグア島東部のセント・フィリップ教区に生まれた。フリータウン国立学校と首都セントジョンズのアンティグア女子高等学校を卒業後、渡英しチャーリング・クロス病院で看護を学ぶ。修了後は国立心臓病院とハーレイ街クリニックに勤務。ロンドンで法学を学び、ホースフェリー治安判事裁判所、ポコック街刑事裁判所、ミドルセックス刑事裁判所などの下級裁判所で判事を務めた。総督に選任されるまでの24年間はロンドンのアンティグア・バーブーダ国立協会のメンバーであった。
2007年7月17日に総督に選任された。アンティグア・バーブーダの女性総督としては彼女が初めてであった。2014年8月に総督を退任した。